# Karl Eriksson (veterinär)
Karl Johan Eriksson född 10 september 1892 i Norrbärke socken, Kopparbergs län, död 28 september 1960 i Stockholm, var en svensk veterinär och veterinärmedicinsk forskare.
Eriksson tog examen från Veterinärhögskolan 1916 och blev vid samma lärosäte veterinärmedicine doktor 1943 på en doktorsavhandling med genetiskt innehåll. Han blev assistent 1918 och var laborator vid Veterinärhögskolan 1919–1920, var distriktsveterinär i Rättvik 1921–1932, och var professor i avelsbiologi och husdjurshygien vid Veterinärhögskolan från 1932. Från 1948 till 1957 var han högskolans rektor. Han invaldes som ledamot av Lantbruksakademien 1946.